# Blackburn Skua
Блекберн B-24 «Скуа» («Поморник», англ. Blackburn B-24 «Skua») — британський палубний пікіруючий бомбардувальник/винищувач, що перебував на озброєнні військово-повітряних сил ВМФ Британії часів Другої світової війни. Літак був розроблений у середині 1930-х і брав участь на початковому етапі світової війни.

## Історія створення

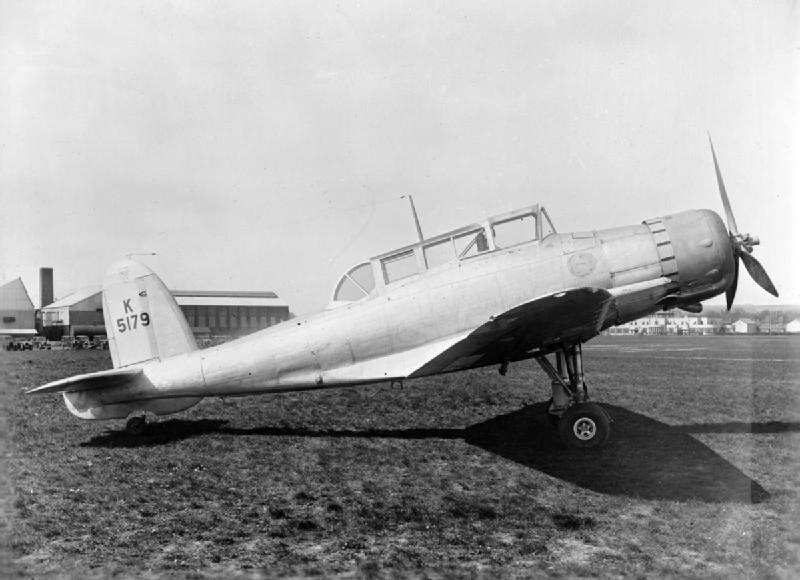
Другий прототип Skua з двигуном Bristol Mercury

Blackburn B-24 створювався за специфікацією O.27/34 міністерства авіації на палубний пікіруючий бомбардувальник. Окрім Blackburn Aircraft в конкурсі брали участь ще чотири компанії: Avro, Boulton Paul, Hawker і Vickers. В квітні 1935 року Королівський флот видав замовлення на створення двох прототипів B-24, перший з яких, оснащений двигуном Bristol Mercury IX потужністю 840 к.с., піднявся в повітря 9 лютого 1937 року. Вже влітку почались інтенсивні випробування прототипа, під час яких він отримав схвальні відгуки про легкість керування. Проте ще навіть до першого польоту Blackburn Aircraft отримали замовлення на 190 літаків, які отримали військове позначення «Скуа» (англ. «Skua»), при цьому було узгоджено використання підрядників для пришвидшення виробництва.
Через те, що двигунами Bristol Mercury також оснащувались важкі винищувачі Bristol Blenheim і потужностей їх виробництва і так не вистачало, на серійних «Скуа» було вирішено використовувати двигуни Bristol Perseus XII потужністю 890 к.с. Перший серійний літак був готовий 28 серпня 1938 року, і окрім двигуна також відрізнявся загнутими догори кінцями крил і встановленням гідравлічного заднього колеса шасі для зменшення навантаження на фюзеляж під час посадки. До березня 1940 року всі замовлені 190 «Скуа» були виготовлені, хоча через початок війни виробництво запізнилось майже на рік.

## Модифікації
- Skua Mk.I — два прототипи з двигунами Bristol Mercury. Другий прототип (K5179) відрізнявся довшим носом для покращення повздовжньої стабільності на відміну від першого прототипу (K5178).
- Skua Mk.II — серійні літаки з двигунами Bristol Perseus. Ніс аналогічний до другого прототипу, але з гладшим капотом двигуна.

## Історія використання

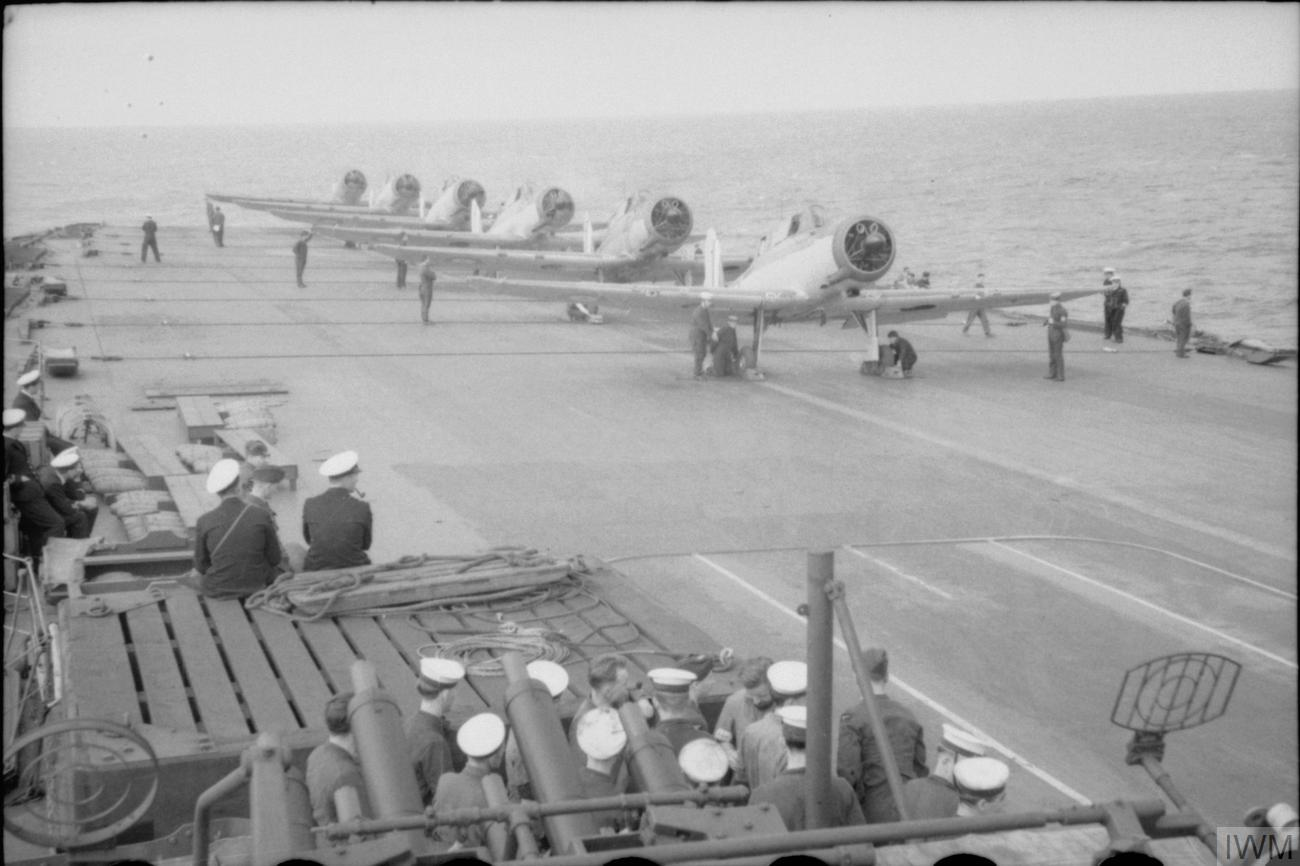
Skua на борту авіаносця «Арк Роял»

Першими, в кінці 1938 року, «Скуа» отримали 800-а і 803-я ескадрильї, які розміщувались на борту авіаносця «Арк Роял» де вони замінили винищувачі Hawker Nimrod і бомбардувальники Hawker Osprey. До початку війни вони ще надійшли до 801-ї ескадрильї (авіаносець «Ф'юріос») і 806-ї.
Вже 14 вересня 1940 року три «Скуа» з борту «Арк Роял» здійснили спробу атакувати німецький підводний човен U-30, але місія завершилась невдало, човен зміг зануритись і уникнути пошкоджень, натомість два літаки були пошкоджені вибухами власних бомб і приводнились. Згодом пілоти цих літаків були захоплені U-30, і два з них стали військовополоненими. Набагато успішнішим був виліт 10 квітня 1940 року, коли 16 «Скуа» 800-ї і 803-ї ескадрилей потопили німецький крейсер «Кенігсберг» в порту Бергена під час операції «Везерюбунг». Атака відбувалась на межі дальності польоту «Скуа», але було втрачено тільки один літак. Проте 21 квітня 1940 року ексадрильї зазнали значних втрат під час боїв за Нарвік.
«Скуа» 801-ї ескадрилії також підтримувли евакуацію з Дюнкерка, але вже в 1941 році всі «Скуа» були замінені в бойових частинах на Fairey Fulmar і Hawker Sea Hurricane. Після цього «Скуа» використовувавався для буксирування мішеней і навчання.

## Тактико-технічні характеристики

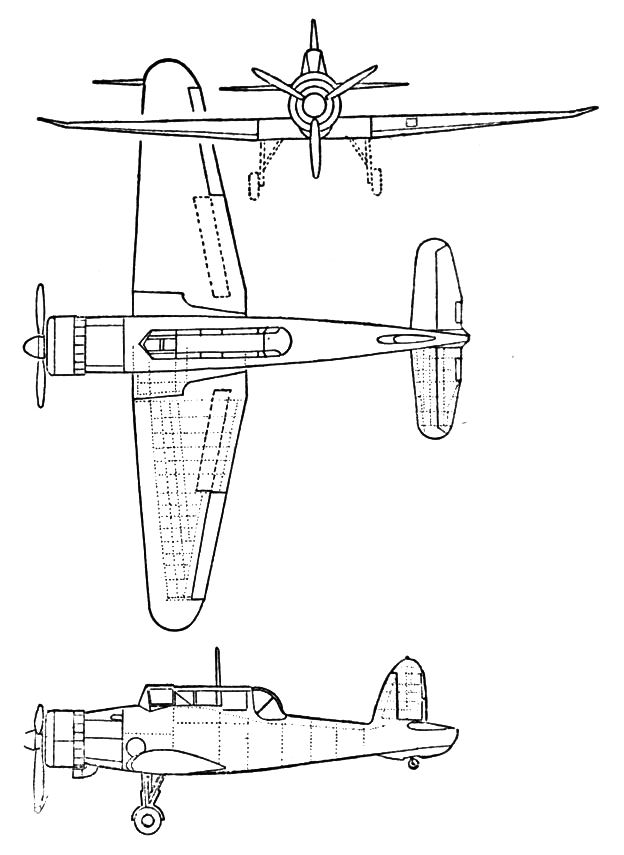

Дані з Consice Guide to British Aircraft of World War II

### Технічні характеристики
- Екіпаж: 2 особи
- Довжина: 10,85 м
- Висота: 3,81 м
- Розмах крила: 14,07 м
- Площа крила: 28,98 м ²
- Маса порожнього: 2490 кг
- Максимальна злітна маса: 3732 кг
- Двигун: Bristol Perseus XII
- Потужність: 890 к. с. (664 кВт.)

### Льотні характеристики
- Максимальна швидкість: 362 км/год (на висоті 1980 м.)
- Крейсерська швидкість: 266 км/год (на висоті 4570 м.)
- Дальність польоту: 1223 км
- Практична стеля: 6160 м

### Озброєння
- Стрілецьке:
  - 4 × 7,7-мм курсові кулемети в крилах
  - 1 × 7,7-мм кулемет Lewis або Vickers K в турелі стрільця
- Бомбове:
  - 1 × 227 кг бомба під фюзеляжем
  - 8 × 14 кг бомби під крилами